# Meioneta adami
Meioneta adami är en spindelart som beskrevs av Alfred Frank Millidge 1991. Meioneta adami ingår i släktet Meioneta och familjen täckvävarspindlar. Inga underarter finns listade i Catalogue of Life.